# 杰罗姆·威廉斯 (足球运动员)
傑羅姆·克雷格·宾诺姆-威廉姆斯（英語：Jerome Craig Binnom-Williams，1995年3月7日—），英格蘭職業足球運動員，司職左後衛，現由英格蘭足球超級联赛水晶宮租借至彼得堡聯。
2015年7月30日，伯顿成功租借威廉姆斯整個球季。

## 外部連結
- 足球数据库：杰罗姆·威廉斯的球员统计数据
- England profile at TheFA